# Hsu Shu-ching
Hsu Shu-ching (kinesiska:許淑淨), född 9 maj 1991 i Yunlin County i Taiwan, är en taiwanesisk tyngdlyftare. Hon vann en guldmedalj i olympiska sommarspelen 2016 i Rio de Janeiro och en silvermedalj vid OS i London 2012 (senare guld efter att den ursprungliga guldmedaljören blivit diskvalificerad på grund av doping).
Vid Asiatiska spelen 2014 tog Hsu en guldmedalj och satte ett nytt världsrekord med 233 kg totalt. Hon tog senare samma år en silvermedalj vid världsmästerskapen i Almaty och vid världsmästerskapen 2015 i Houston tog hon guldet.